# Blakes Estate Stadium
Blakes Estate Stadium – wielofunkcyjny stadion, położony w pobliżu miejscowości Look Out na karaibskim brytyjskim terytorium zamorskim Montserrat. Jest obecnie używany głównie dla meczów piłki nożnej. Stadion mieści 1000 osób.